# Vodice (okres Tábor)
Vodice (německy Woditz) je obec v okrese Tábor v Jihočeském kraji. Žije v ní 154 obyvatel. Při jižním okraji obce protéká řeka Trnava, která je levostranným přítokem řeky Želivky.

## Historie
První písemná zmínka o obci pochází z roku 1432.

## Obyvatelstvo
| Rok            | 1869  | 1880  | 1890  | 1900  | 1910  | 1921  | 1930 | 1950 | 1961 | 1970 | 1980 | 1991 | 2001 | 2011 | 2021 |
| -------------- | ----- | ----- | ----- | ----- | ----- | ----- | ---- | ---- | ---- | ---- | ---- | ---- | ---- | ---- | ---- |
| Počet obyvatel | 1 317 | 1 180 | 1 167 | 1 102 | 1 027 | 1 007 | 880  | 575  | 536  | 470  | 358  | 271  | 209  | 163  | 165  |
| Počet domů     | 152   | 148   | 152   | 155   | 147   | 148   | 153  | 164  | 137  | 128  | 120  | 155  | 161  | 160  | 111  |

## Části obce
- Babčice
- Domamyšl
- Hájek
- Malešín
- Osikovec
- Vodice

K obci též patří osady Blatiny, Bouřilka, Hadovky, Kozlov a Mladá Domamyšl a samoty Bydlín (též Bydlíny), Hamerský Vrch a Oblajovický Mlýn.
Od 1. července 1980 do 23. listopadu 1990 k obci patřily i Blatnice, Bradáčov, Dolní Světlá, Horní Světlá, Pojbuky, Zadní Lomná a Zadní Střítež.

## Pamětihodnosti
- Zámek Vodice, na návsi

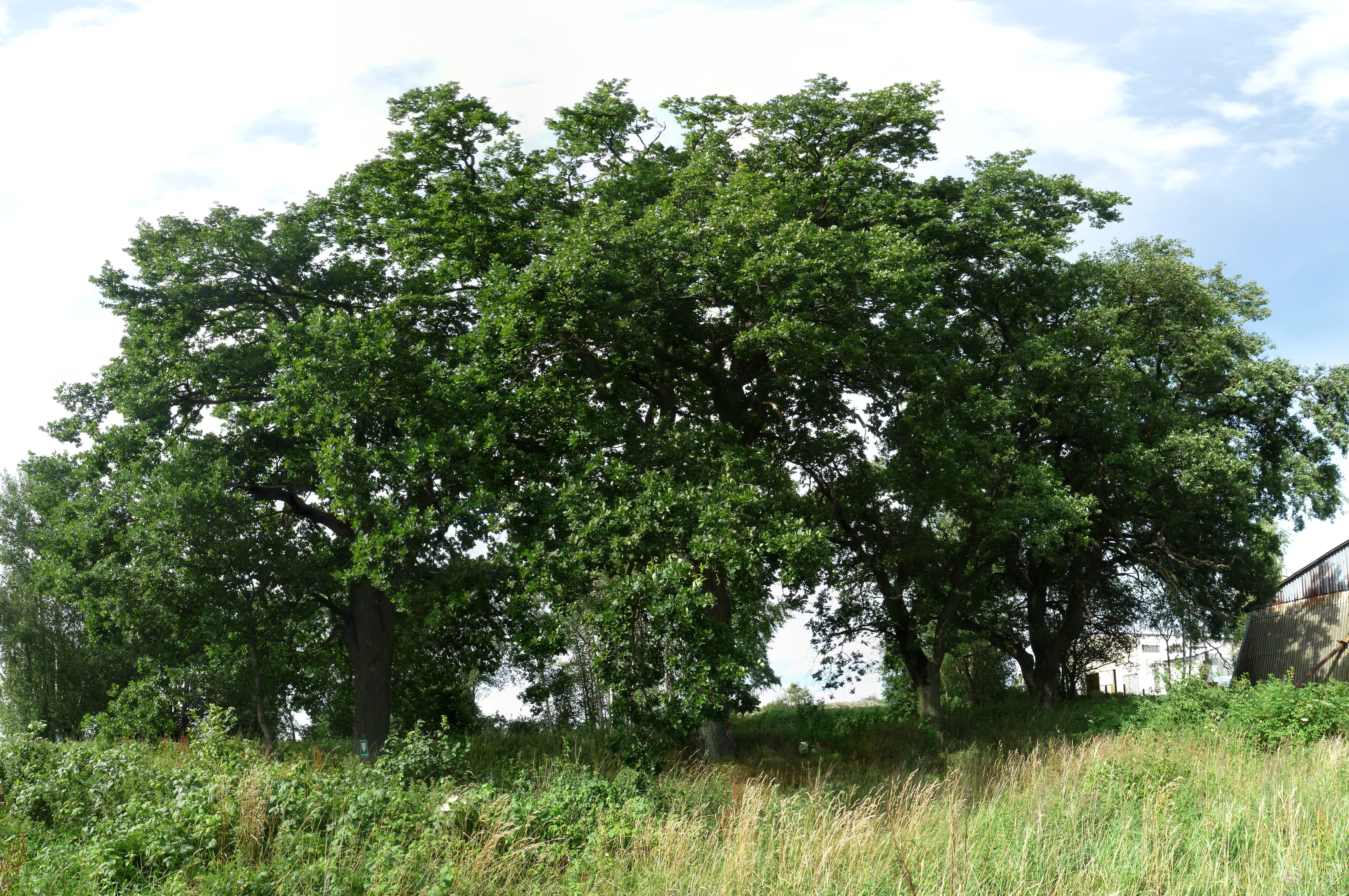
Čtyři duby za zemědělským družstvem

- Socha svatého Jana Nepomuckého na návsi u zámku
- Socha svatého Tadeáše, též na návsi u zámku
- Kříž na návsi
- Dvě skupiny o čtyřech dubech, památné stromy č. 102626 a 102633 dle AOPK v areálu zemědělského družstva a vedle něj
- Buk lesní červenolistý, památný strom č. 102604 dle AOPK

## Galerie

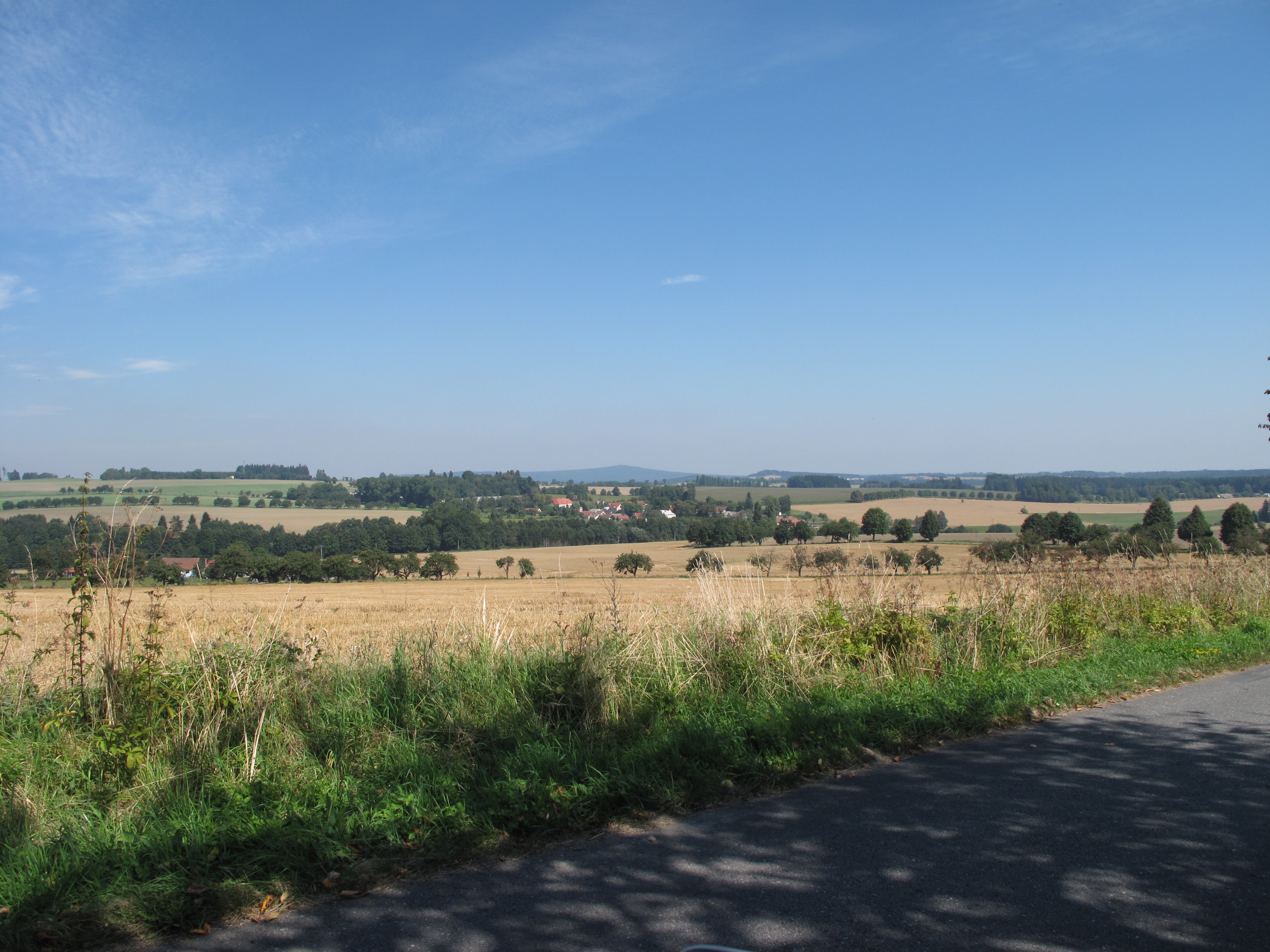
Vodice od jihu
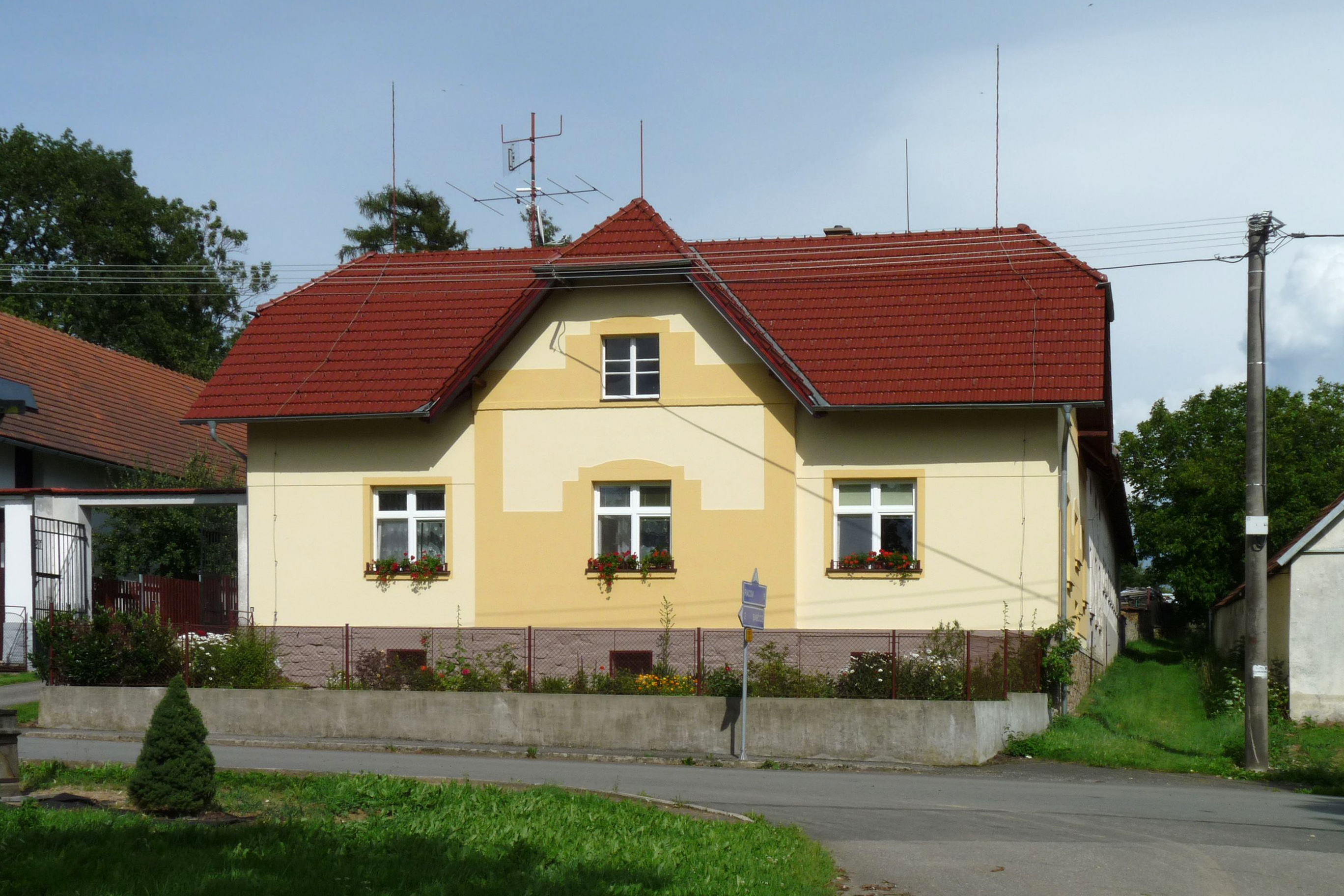
Dům čp. 6
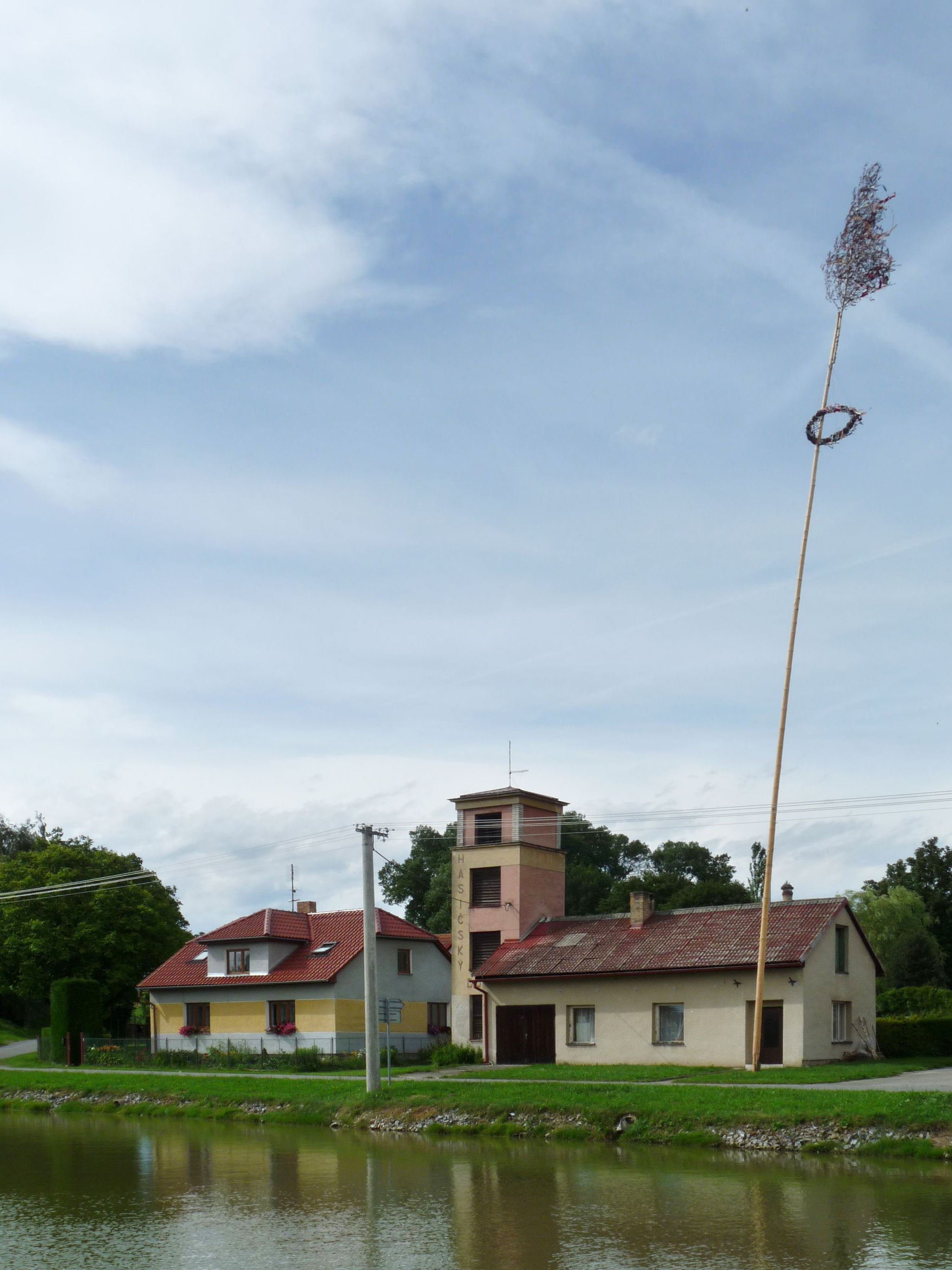
Domy u Trnavy